# Les Shades
Les Shades est un groupe de rock indépendant français, originaire de Paris. Il fait partie de la nouvelle scène rock française, et est influencé par The Strokes, A.S Dragon, et The Velvet Underground.

## Biographie

### Formation (2004)
Les Shades se forment en octobre 2004 à Paris, l'initiative de Benjamin Kerber, Étienne Kerber et Victor Tamburini. Ils recrutent Harry Allouche, un ami de lycée, à la batterie. Le groupe joue quelques concerts garage rock sous le nom The Shades. S'ils font tous partie de la génération qui a connu le renouveau du rock avec les Libertines ou Franz Ferdinand, les frères Kerber écoutent en boucle Lou Reed, Bob Dylan et le Velvet Underground alors que Harry et Victor sont des fans ardents des Beatles. C'est lorsque Hugo Pomarat se joint à eux au clavier que le groupe prend une tout autre tournure et commence à chanter en français. Par la suite, les claviers analogiques d'Hugo permettront au groupe de se démarquer des autres groupes de la scène française au niveau du son.
Il y a plusieurs théories quant au nom du groupe. Certains[Qui ?] disent qu'il est une discrète allusion au nom du premier groupe de Lou Reed, alors que les membres du groupe proclament qu'il est une allusion à la philosophie de l'album Blank Generation de Richard Hell and the Voidoids. Ce serait également cet album et le nihilisme de Richard Hell qui les pousserait à s'habiller tout en blanc en concert et promo.

### Débuts (2005–2007)
C'est lors des concerts organisés par Philippe Manœuvre au Gibus que les Shades se font repérer par Yarol Poupaud, musicien et producteur, et Bertrand Burgalat, icône de la scène rock indépendante française et producteur. Yarol les fait participer avec deux titres à la compilation Paris Calling. Quant à Bertrand Burgalat, après qu'Yves Adrien lui ait parlé d'eux, il les signe sur son label, Tricatel.
Ils donnent leur premier concert en province le 22 avril 2006 à Rouen. Influencé par Bertrand Burgalat et A.S Dragon, le groupe s'oriente à nouveau vers un autre genre musical : le rock indépendant. Leur premier album, Le Meurtre de Vénus, sort le 10 mars 2008. Il est enregistré cette même année au fond d’une cour de Montreuil. Si l'album ne connait pas un succès semblable à celui des BB Brunes ou des Plastiscine, la critique l'accueille positivement, et est unanime quant à la qualité des textes et la singularité de leur son qui est beaucoup plus mature que l'ensemble de la nouvelle scène française.[réf. nécessaire] L'album atteint la 122e place du Top Albums France pendant une semaine.
En 2007, Benjamin Kerber, le leader du groupe, a également écrit une chanson sur le premier album de Christophe Willem.

### 5 sur 5(2008–2011)
En février 2009, les Shades remplissent la salle parisienne de la Cigale. En 2010 sort 5 sur 5 sur le label Jive Records. Une nouvelle fois, l'album est adoubé par la critique[réf. nécessaire] : les Shades ont pris de la maturité et leur son s'est épaissi. Le disque ne rencontre toujours pas le succès commercial escompté, malgré un passage à l'émission Taratata avec le single phare À l'horizon. Les Shades quittent Jive pour revenir sur Tricatel, à la suite de désaccords sur le plan artistique. En 2011 sort l'EP Contre la montre.

### Les Herbes amères(depuis 2012)
En 2012, les Shades décident de monter leur propre label, Les Mélodies mentales, et d'auto-produire leur album suivant. Ils enregistrent ainsi 11 titres au Alien Studio à Saint-Maur-des-Fossés avec l'ingénieur Mario Ricci. L'album, intitulé Les Herbes amères, sortira le lundi 8 avril 2013,,,

## Membres
- Benjamin Kerber — chant, guitare
- Étienne Kerber — guitare
- Victor Tamburini — basse
- Harry Allouche — batterie
- Hugo Pomarat — synthétiseur

## Discographie

### Albums studio
- 2008 : Le Meurtre de Vénus
- 2010 : 5 sur 5
- 2013 : Les Herbes amères

### Compilation
- 2006 : Paris Calling

### Singles
- 2007 : Le Prix à payer
- 2008 : Orage mécanique
- 2008 : Vénus (je ne te lâcherai pas)
- 2008 : Au crépuscule (Redlich Mix)
- 2009 : Infanterie
- 2010 : À l'horizon
- 2011 : Contre la montre
- 2011 : La Nouvelle école
- 2012 : 1989
- 2013 : Hors de moi